# Шёгрен, Маттиас
Маттиас Шёгрен (швед. Mattias Sjögren; 27 ноября 1987, Ландскруна, Швеция) — шведский хоккеист, центральный нападающий.
Воспитанник хоккейной школы ИФ «Лейонет». Выступал за «Регле», «Ферьестад», «Херши Беарс» (АХЛ), ХК «Линчёпинг».
В чемпионатах Швеции сыграл 273 матча (42+87), в плей-офф — 67 матчей (15+31).
В составе сборной Швеции участник чемпионатов мира 2011, 2014 и 2015 (27 матчей, 2+7); участник EHT 2011, 2012, 2014 и 2015 (35 матчей, 2+6).
Достижения
- Серебряный призёр чемпионата мира (2011), бронзовый призёр (2014)
- Чемпион Швеции (2011)

Награды
- Трофей Петера Форсберга (2015)